# Новодівичий монастир

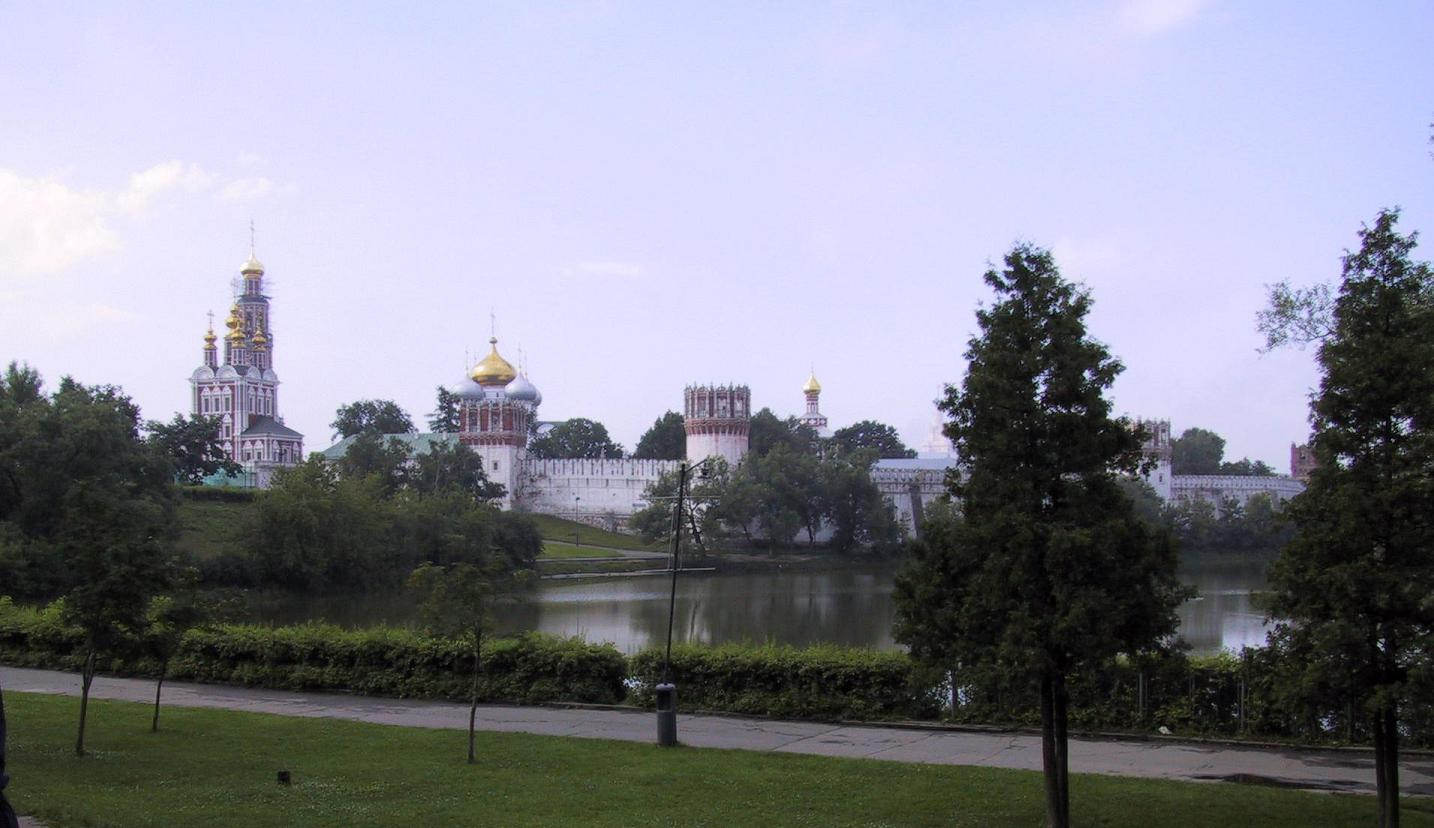
Новодівичий монастир влітку

Московський Новодівичий монастир, Новодівочий монастир (рос. Новодевичий монастырь) — православний жіночий монастир на території Російської Федерації. Заснований 1524 р. як фортеця на південному заході від Москви.

## Історія

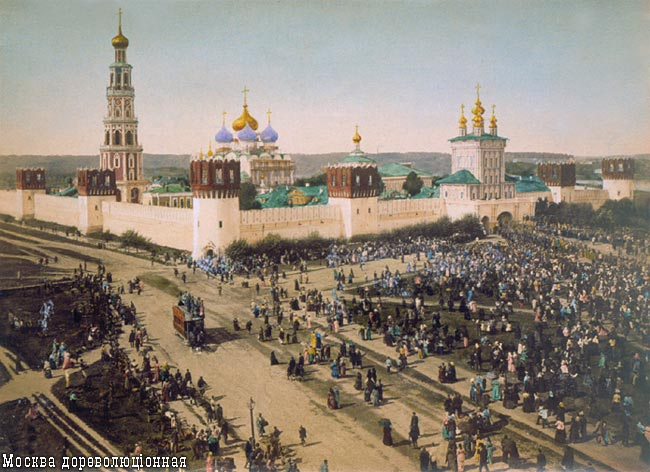
Монастир на дореволюційній поштовій листівці

Заснований московським князем Василієм III в 1524 р. на честь приєднання міста Смоленська до складу московських земель . Розташування монастиря на південному заході, поблизу бродів через Москву-ріку визначило його значення як монастиря-фортеці.
У Смоленському соборі монастиря в 1598 році Борис Годунов прийняв обрання на царство. Тут приймали постриження  знатні жінки — представниці боярських родів і царської сім'ї. У Новодівочому монастирі була пострижена вдова царя Василя Шуйського Марія Петрівна Буйнова-Ростовська, тут прийняла постриження дочка царя Михайла Феодоровича царівна Татіана, вдова царя Феодора Іоанновича Ірина Годунова, сестри Петра I Катерина і Євдокія. Для багатьох з них Новодівочий монастир став темницею. Сюди в 1689 році за наказом Петра I була переведена царівна Софія і насильницьки пострижена в черниці під ім'ям черниці Сусанії після стрілецького бунту. У 1698 році опальна цариця Євдокія Федорівна Лопухіна була пострижена в черниці і заслана в Суздальський Покровський монастир. У 1727 році імператор Петро II дозволив їй повернутися і поселитися в Новодівочому монастирі в палатах, які згодом і отримали назву Лопухінського корпусу.
У 1922 році монастир закрили. У 1930-х відкритий музей.
У 1994 році почалося відновлення чернечого життя в Новодівочому монастирі. У Успенському соборі стали проходити богослужіння.
2 липня 2004 року Московський Новодівочий монастир був включений в Список Всесвітньої історичної і культурної спадщини ЮНЕСКО. Таке рішення було ухвалене на 28-й сесії Комітету із всесвітньої спадщини ЮНЕСКО.
На території монастиря розташовано знаменитий Новодівочий цвинтар. У некрополі збереглися надгробки на могилах низки видатних діячів російської історії і культури. На початку 1930-х на Новодівочий цвинтар перенесений прах Миколи Гоголя. Там поховані Михайло і Олена Булгакови, Костянтин Станіславський, художник Ісаак Левітан, велика актриса Марія Єрмолова, співак Леонід Собінов. Там же знаходиться могила Федора Івановича Шаляпіна, останки якого були перенесені на Новодівочий цвинтар з Батіньольського цвинтаря в Парижі в 1984 році після тривалих переговорів з французьким урядом і нащадками співака.
На Новодівочому цвинтарі поховані багато колишніх керівників СРСР,  перший президент Російської Федерації Борис Єльцин, премьєр-міністра 1990-х Віктор Чорномирдін. Також там знаходиться могила українського мовознавця Осипа Бодянського, українського кінорежисера Олександра Довженка.

## Архітектурний ансамбль

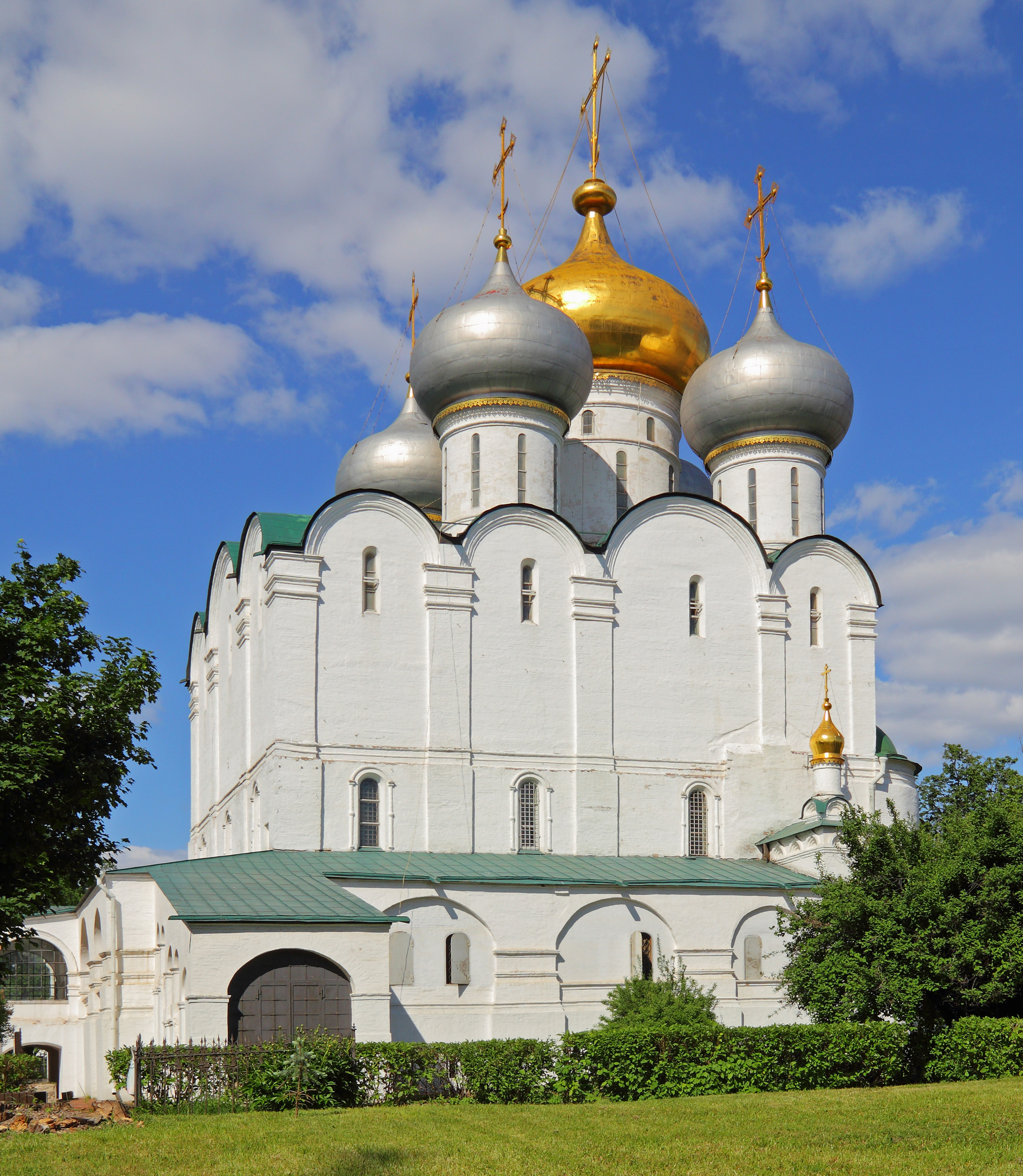
Смоленський собор

Архітектурний ансамбль Новодівочого монастиря, що існує нині, почав складатися в XVI столітті, а розвиток і завершення отримав в 80-ті роки XVII століття. Наприкінці XVII століття звели церкву Покрови Пресвятої Богородиці і Успенську церкву, де іконостас розписував знаменитий майстер Карп Іванов. У Смоленському соборі зберігся цінний настінний фресковий живопис XVI сторіччя і різьблений п'ятиярусний іконостас XVII ст. з іконами відомих царських майстрів того часу.
Центр монастиря — монументальний п'ятиглавий Смоленський собор, в інтер'єрі якого зберігся фресковий живопис XVI ст. Собор був побудований за зразком Успенського собору в Кремлі.
Шестиярусна дзвіниця в наришкінському стилі заввишки в 72 метри (кінець XVII), у той час найвища дзвіниця в Москві після дзвіниці Івана Великого.
Фортечні стіни і башти були зведені при Борисі Годунові у подібності кремлівських і пізніше прикрашені ажурними завершеннями.
- Смоленський собор (1524—1525 рр.). Фресковий ансамбль 1520-х рр., фрески поновлені на кошти царя Бориса в 1598 р. Тябловий п'ятиярусний іконостас 1680-х рр., майстер Симон Ушаков.
- Муровані фортечні стіни з баштами (кін. XVII ст. — 1704 р.).
- Трапезна з церквою Успіння (1685-87 рр., перебудована після пожежі на початку XIX ст.). Іконостас — 1706 р. (із знищеного московського храму Успіння на Покровці).
- Дзвіниця із придільними церквами Іоанна Богослова та Варлаама і Іоасафа (1689-95 рр.).
- Трибанна Покровськая надбрамна церква (1683—1688 рр., бароковий іконостас — 1690 р., майстер Кирило Уланов).
- П'ятибанна Спасо-Преображенська надбрамна церква (1687—1689 рр., бароковий іконостас — 1688 р., майстер Карпо Золотарьов).
- Однобанна церква Амвросія Медіоланського. XVI—XVIII ст.
- Церква першого Пречистого
- Каплиця Прохорових (1911 р.).
- Палати царівни Софії
- Палати цариці І.Годунової
- Казначейські палати
- Лопухінські палати
- Співецькі палати
- Маріїнські палати
- Трапезна
- Училище

Поряд з монастирем розташовані Новодівочий цвинтар, Великий Новодівочий ставок і сквер, берегом ставка прокладена алея, що веде до білокам'яного моста і сквера.

## Сучасний статус

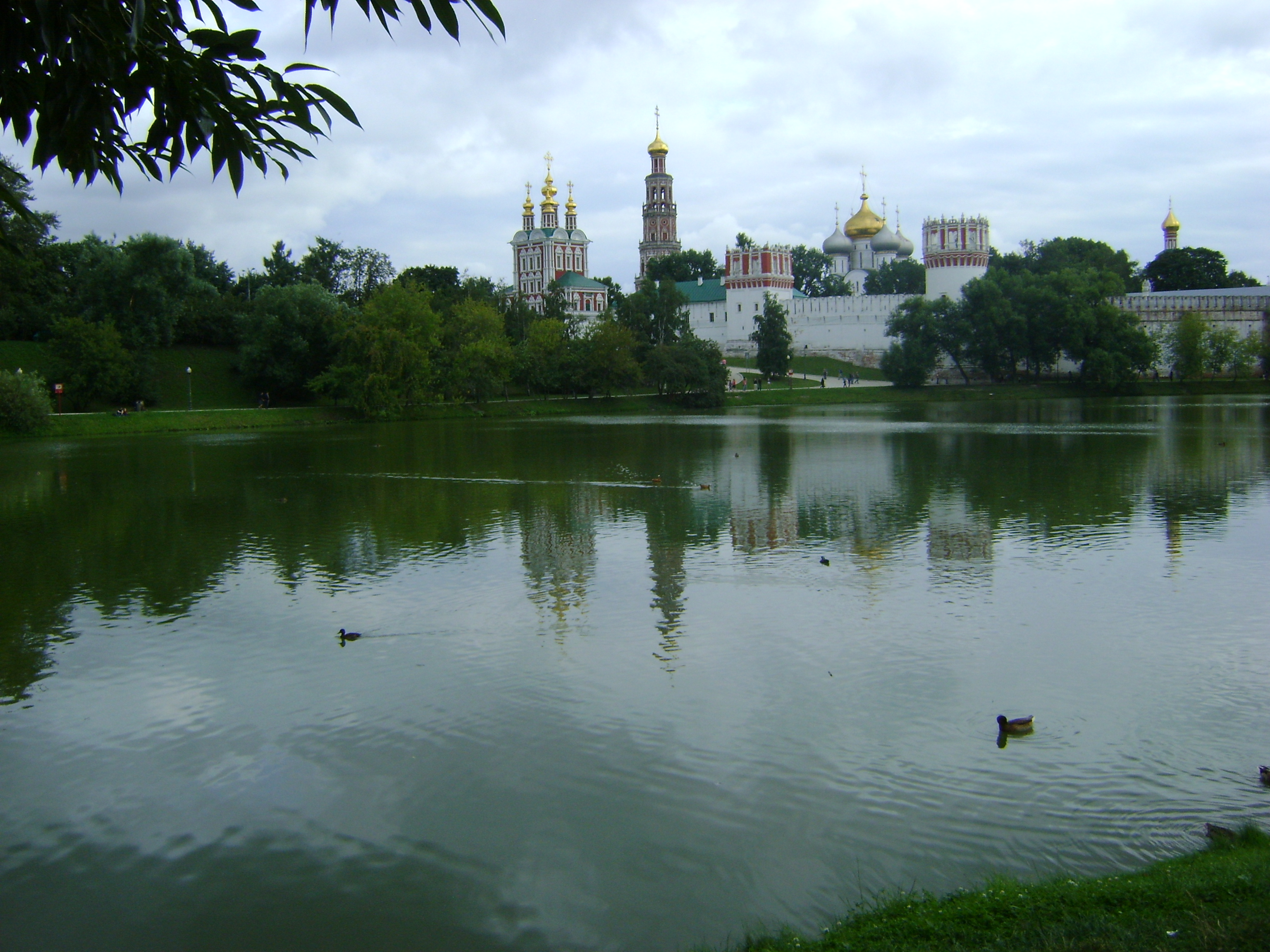
Новодівочий монастир. Вигляд від монастирського ставка.

До 2010 року монастир частково перебував у віданні РПЦ, а частково належав Державному історичному музею. Зокрема, у віданні музейних працівників був Смоленський собор і багато корпусів.
З березня 2010 року Новодівочий монастир переданий в безоплатне користування Московській єпархії Російської православної церкви.

## Виноски
1. ↑  Новодівичий монастир [Архівовано 19 листопада 2016 у Wayback Machine.] // Українська радянська енциклопедія : у 12 т. / гол. ред. М. П. Бажан ; редкол.: О. К. Антонов та ін. — 2-ге вид. — К. : Головна редакція УРЕ, 1974–1985.
2. ↑  Новодевичий монастырь передан в собственность РПЦ. Архів оригіналу за 15 березня 2010. Процитовано 22 березня 2010.